# Frank Grosveld
Franklin Gerardus « Frank » Grosveld (né le 18 août 1948) est un biologiste néerlandais dont la recherche s'intéresse à la régulation de la transcription au cours du développement, avec un accent particulier sur la différenciation des érythrocytes chez les mammifères.
Il a obtenu son doctorat à l'Université McGill, Montréal, et après avoir terminé deux périodes postdoctorales avec Charles Weissmann (Zurich, 1978) et Richard Flavell (en) (Amsterdam et Londres, 1980), il a formé son propre groupe de recherche à l'Institut national pour la recherche médicale (en) à Mill Hill, Londres en 1982.
Il est professeur et chef de département de biologie cellulaire au Centre médical Érasme, Rotterdam. Il est membre de la Royal Society et membre de l'Académie royale néerlandaise des arts et des sciences.

## Travaux
Grosveld est spécialiste de la régulation de l'expression des gènes et plus particulièrement du gène de globine.

## Distinctions
Frank Grosveld a obtenu le prix Louis-Jeantet de médecine en 1991 et le prix Spinoza en 1995.